# Тоні Робертс
Адріена Керол Олмонд (англ. Adrienne Carol Almond, нар. 18 березня 1979), відома як Тоні Робертс (англ. Tawny Roberts) — американська порноакторка. 

## Біографія
Після закінчення старшої школи Олмонд вступила в коледж у Юті на спеціальність мода і дизайн. Через два роки полишила навчання і переїхала в Лос-Анджелес. Там зустріла порноакторку Дейтон, що працювала контрактною моделлю в Vivid Entertainment. Дейтон познайомила Робертс із керівництвом компанії, проте у зв'язку з реструктуризацією компанії (як раз в той час Hustler Entertainment купили Vivid) їй сказали, що не зацікавлені в ній.

## Особисте життя
Робертс мала стосунки з порноакторками Мері Кері і Джиною Лінн. Вона довгий час зустрічалася з порноактором Ріком Патріком. Наразі одружена, має сина. Живе з сім'єю в штаті Нью-Йорк.

## Премії і номінації
- 2003 номінація на AVN Award — Краща нова старлетка[6]
- 2005 номінація на AVN Award — Краща акторка — Unlovable[7]
- 2006 номінація на AVN Award — Краща сцена групового лесбійського сексу — Last Girl Standing[8]
- 2007 номінація на AVN Award — Краща сцена анального сексу — Emperor[9]